# Joub Jannine
Joub Jannine is een stad in Libanon. Joub Jannine is de hoofdstad van het district West Beka in het gouvernement Beka. De stad heeft circa 15.000 inwoners.